# Grimmova–Hoffmannova aféra

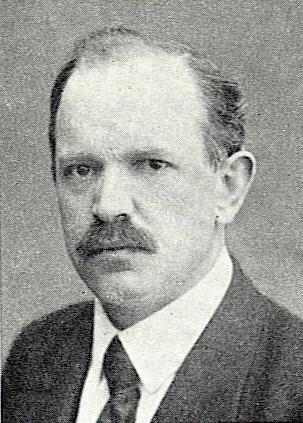
Robert Grimm

Grimmova–Hoffmannova aféra byl skandál, který ohrozil neutralitu Švýcarska během první světové války. Nazývá se podle tehdejšího předsedy švýcarské Spolkové rady (vlády) Arthura Hoffmanna a Roberta Grimma, člena Sociálně demokratické strany Švýcarska známého svými antimilitaristickými a protiválečnými postoji, který s Hoffmannovým pověřením odcestoval po únorové revoluci do Ruska (do Petrohradu dorazil 22. května 1917), aby vyjednal separátní mír mezi Alexandra Kerenského vládou a Německou říší a ukončil tak válku na východní frontě.
Grimm tak patrně činil v zájmu ideálů socialismu a pacifismu, avšak u západních členů Trojdohody vznikl dojem, že Švýcarsko slouží zájmům Německa (neboť ukončení bojů na východě by Německu umožnilo převelet tamní své jednotky na frontu západní), a porušuje tak svůj závazek neutrality.
Když spojenci věc odhalili, musel se Grimm vrátit domů a Hoffmann musel 19. června rezignovat na svou funkci. Aférou byli pobouřeni zejména občané ze západní (frankofonní) části Švýcarska, kteří Hoffmanna již předtím podezírali ze sympatií k Německu. Na západě, ale i v Ticinu (italsky mluvícím kantonu) se uskutečnilo několik protestních demonstrací. Část pravicových politiků také udivila Hoffmannova úzká spolupráce se silně levicovým Grimmem. Ukázalo se též, že Hoffmann jednal bez souhlasu ostatních členů Spolkové rady.
V rezignačním dopise Hoffmann uvedl, že „usiloval o vyjednávání výlučně kvůli prosazení míru a v zájmu své země.“ Aby Švýcarsko uklidnilo západní státy, nahradil Hoffmanna v čele Spolkové rady šéf Mezinárodního červeného kříže Gustave Ador.
Grimm je znám rovněž tím, že usnadnil odjezd exilových politiků, včetně Vladimira Iljiče Lenina, ze Švýcarska do Ruska – v tomto případě již evidentně v součinnosti s německou vládou. Na své cestě do Ruska byl rovněž doprovázen emigrantkou, ruskou levicovou aktivistkou Anželikou Balabanovou. Hoffmannova politická kariéra aférou skončila, Grimm sice oslabil své pozice v mezinárodním socialistickém hnutí, avšak na domácí scéně aféru přežil a po válce se stal předsedou Spolkové rady.